# Mohlana
Mohlana är ett släkte av kermesbärsväxter. Mohlana ingår i familjen kermesbärsväxter.
Kladogram enligt Catalogue of Life:
| Mohlana | \| \| Mohlana latifolia \| \| \| \| \| \| Mohlana secunda \| \| \| \| |
|         | \| \| Mohlana latifolia \| \| \| \| \| \| Mohlana secunda \| \| \| \| |
|         | Mohlana latifolia                                                     |
|         |                                                                       |
|         | Mohlana secunda                                                       |
|         |                                                                       |